# Who Are You (泰國電視劇)
《Who Are You》，為泰國GMM 25與LINE TV於2020年5月2日起播出的懸疑校園電視劇，改編自2015年韓劇《Who Are You－學校2015》，由Namtan、Krist及Kayavine主演。
此劇由GMMTV與製作公司Nar-ra-tor合作拍攝，在2019年10月GMMTV的「New & Next」新劇宣傳活動上公開先導預告片。其後，此劇於2020年5月在GMM 25電視台及LINE TV首播，同年6月終映。

## 劇情簡介
Mean和Mild是一對雙胞胎姊妹，Mild在孤兒院裡長大，並且遭受持續的校園欺凌。而Mean則被有錢的家庭領養，在媽媽的照顧下成長。Mild在一次被欺凌後決定自殺以不再受折磨，結果奇蹟地生還，但完全失去舊日的記憶，並以Mean的身份活下去。之後，她認識了Mean的好友，游泳運動員Natee及頑皮的英俊男生Gun，並透過Gun的幫助找回失去的記憶。但是隨著時間的流逝，揭露真相使她感到比以往任何時候都更加痛苦。

## 演員陣容
註：括號內的演員姓名為小名。

### 主要人物
- 提娜麗·維拉瓦諾丹（Namtan）飾演 Mean

雙胞胎的姐姐，兒時被富有的家庭收養，成長後成為學校的風頭躉，性格剛烈。在十歲被媽媽接走時，知道媽媽看中的是妹妹而不是自己，因自己的決定令兩人的命運調換而對妹妹感到愧疚。
- 提娜麗·維拉瓦諾丹（Namtan）飾演 Mild

雙胞胎的妹妹，無人可依靠的女生。她一直在學校裡被欺凌，但因為對方與學校有關係，沒有人敢為她出頭。在絕望下她跳海自殺，最後被姐姐Meen救起，但Meen卻為了救她而身亡，自此她以姐姐的身份過活。
- 皮拉瓦·山坡提拉（Krist）飾演 Natee

游泳校隊選手，Mean的好朋友。
- 凱·樂希迪柴（Kayavine）飾演 Gun

Mean的好朋友，頑皮的英俊男生，後來為偽裝成Mean的Mild找回記憶。

### 其他人物
- 普洛伊湘普·素帕莎（Jan）飾演 Tida

欺凌Mild的女生。
- 哈里·奇瓦加隆（Ssing）飾演 Chaowat（Pete）

Mean班上的班長，為班上的優等生。
- 安比查婭·薩瓊（Ciize）飾演 Lyla

Mean的好朋友。
- 茱塔芘·英德拉瓊德拉（Jamie）飾演 Arisara（Kat）

Mean的好朋友。
- Natthawut Jenmana（Max）飾演 Q老師
- 瑪鬱琳（Kik）飾演 Kwan

Mean的媽媽。
- 松希·努諾卡空希（英语：Songsit Roongnophakunsri）（Kob）飾演 Korn

Gun的爸爸，Panyasorn書院理事。
- Panadda Wongphudee（Boom）飾演 Mew

Gun的媽媽。
- 阿帕喜理·尼低彭（英语：Apasiri Nitibhon）（Um）飾演 Pacharee

Chaowat的媽媽，書院家長教師會會長。
- 桑提蘇克·普羅米斯里（Noom）飾演 Leng

Natee的爸爸。
- Wanwimol Jaenasavamethee（June）飾演 June
- 克里塔奈·阿薩普拉奇（Nammon）飾演 Damrong（Gus）
- 娜帕誦·薇拉尤蒂萊（Puimek）飾演 Kannika（Koykaew）
- Kalaya Lerdkasemsap（Ngek）飾演 Darunee

Tida的媽媽。
- Surasak Chaiyaat（Noo）飾演 Thanadol

Tida的爸爸。
- Kittipat Chalarak（Golf）飾演 An老師
- 塔納本·萬羅西力儂（Na）飾演 James

Natee的游泳教練。
- 拉芘莎拉·瑛特勒素（Apple）飾演 Ning

## 劇集迴響

### 泰國電視收視
- 收視最低的集數以藍色表示，收視最高的集數以紅色表示，而空格則表示該集的收視沒有相關數據。

| 集數 No.     | 播放日期      | 播放時段 (UTC+07:00) | 平均收視率 | 來源   |
| ------------ | ------------- | -------------------- | ---------- | ------ |
| 1            | 2020年5月2日  | 星期六 21:30         | 0.390      | [ 8 ]  |
| 2            | 2020年5月3日  | 星期日 21:30         | 0.499      | [ 8 ]  |
| 3            | 2020年5月9日  | 星期六 21:30         | 0.489      | [ 9 ]  |
| 4            | 2020年5月10日 | 星期日 21:30         | 0.340      | [ 9 ]  |
| 5            | 2020年5月16日 | 星期六 21:30         | 0.462      | [ 10 ] |
| 6            | 2020年5月17日 | 星期日 21:30         | 0.498      | [ 10 ] |
| 7            | 2020年5月23日 | 星期六 21:30         | 0.346      | [ 11 ] |
| 8            | 2020年5月24日 | 星期日 21:30         | 0.411      | [ 11 ] |
| 9            | 2020年5月30日 | 星期六 21:30         | 0.363      | [ 12 ] |
| 10           | 2020年5月31日 | 星期日 21:30         | 0.363      | [ 12 ] |
| 11           | 2020年6月6日  | 星期六 21:30         | 0.396      | [ 13 ] |
| 12           | 2020年6月7日  | 星期日 21:30         | 0.555      | [ 13 ] |
| 13           | 2020年6月13日 | 星期六 21:30         | 0.664      | [ 14 ] |
| 14           | 2020年6月14日 | 星期日 21:30         | 0.451      | [ 14 ] |
| 15           | 2020年6月20日 | 星期六 21:30         | 0.757      | [ 15 ] |
| 16           | 2020年6月21日 | 星期日 21:30         | 0.627      | [ 15 ] |
| 17           | 2020年6月27日 | 星期六 21:30         | 0.670      | [ 16 ] |
| 18           | 2020年6月28日 | 星期日 21:30         | 0.682      | [ 16 ] |
| 平均收視率 1 | 平均收視率 1  | 平均收視率 1         | 0.500      | [ 17 ] |

^1  基於每集的平均觀眾份額。

## 獎項與提名
| 年份 | 頒獎典禮                        | 獎項                              | 被提名人                         | 結果 | 備註   |
| ---- | ------------------------------- | --------------------------------- | -------------------------------- | ---- | ------ |
| 2020 | Asian Acadamy Creative Awards   | 最佳劇情類電視劇                  | 《Who Are You-世界上的另一個我》 | 提名 | [ 18 ] |
| 2020 | Zoomdara Awards & Showcase 2020 | 男性角色出色表現                  | 皮拉瓦·山坡提拉                  | 獲獎 | [ 19 ] |
| 2020 | Zoomdara Awards & Showcase 2020 | 新生代女星後起之秀                | 提娜麗·維拉瓦諾丹                | 獲獎 | [ 19 ] |
| 2020 | Zoomdara Awards & Showcase 2020 | 最佳反派                          | 普洛伊湘普·素帕莎                | 獲獎 | [ 19 ] |
| 2021 | 25th Asian Television Awards    | 最佳女主角 (นักแสดงนำหญิงยอดเยี่ยม)   | 提娜麗·維拉瓦諾丹                | 提名 | [ 20 ] |
| 2021 | 25th Asian Television Awards    | 最佳女配角 (นักแสดงสมทบหญิงยอดเยี่ยม) | 普洛伊湘普·素帕莎                | 提名 | [ 20 ] |

## 外部連結
- GMMTV官方網站 （页面存档备份，存于）（泰文）
- MyDramaList 劇集介紹及劇評 （页面存档备份，存于）（英文）
- 豆瓣劇集介紹（中文）